# Muarraque (ilha)
A ilha de Muarraque ( árabe : جزيرة المرحرق ), anteriormente conhecida como Moareque, é a segunda maior ilha do arquipélago do Barém depois da ilha do Barém. Fica a 4 km a leste da capital, Manama, na ilha do Barém.

## História
A ilha recebeu o nome da cidade de Muarraque, a antiga capital do Barém. A dinastia Al Khalifa se estabeleceu lá no século XIX e residiu lá até 1923. A ilha dominou o comércio, a pesca e, especialmente, as indústrias de pérolas no Barém. O centro de pérolas foi declarado patrimônio mundial pela UNESCO em 2012. Nos últimos anos, grandes recuperações de ilhas artificiais como as ilhas Amwaj ocorreram ao norte da ilha de Muarraque. No sul da ilha, no distrito de Hidd, foi construído o novo Parque Internacional de Investimentos do Barém da zona franca. No extremo sul, o novo porto Khalifa bin Salman foi inaugurado em 2009.